# Stenus nigritulus
Stenus nigritulus är en skalbaggsart som beskrevs av Leonard Gyllenhaal 1827. Stenus nigritulus ingår i släktet Stenus, och familjen kortvingar. Enligt den finländska rödlistan är arten nära hotad i Finland. Arten är reproducerande i Sverige. Artens livsmiljö är fuktiga gräsmarker, dikesrenar.